# Гаврилов, Владислав Николаевич
Владислав Николаевич Гаврилов (19 сентября 1955) — советский и российский футболист и футбольный тренер.

## Биография
Воспитанник рязанского футбола, тренер — Владимир Алексеевич Егоров. В молодости выступал за юношескую сборную РСФСР и вызывался на сборы юношеской сборной СССР.
Во взрослом футболе дебютировал в 1973 году в составе рязанского «Спартака», игравшего во второй лиге. Всего за девять сезонов в соревнованиях мастеров (1973—1979, 1984—1985) сыграл более 250 матчей (по некоторым данным — около 300) и забил 16 голов. Также играл за рязанские команды в соревнованиях КФК.
С начала 1980-х годов работал в Рязани детским тренером в ДЮСШ «Электрон», в числе его воспитанников — Константин Селявин, Олег Елисеев, Алексей Гаврилов, Виталий Федулов, Александр Корнеев, Сергей Иванцов, Владислав Майоров и другие. На взрослом уровне работал тренером и администратором в клубах «Знамя Труда», «Рязань», главным тренером дубля «Рязани», в любительских командах Рязани и области. В 1994 году привёл команду «Рязсельмаш» к победе в чемпионате области. С командой «Рязанская ГРЭС» — серебряный призёр зонального турнира «Золотое кольцо» ЛФЛ.
Во второй половине 1998 года был главным тренером женского клуба высшей лиги «Рязань-ВДВ», под его руководством команда стала бронзовым призёром чемпионата и обладателем Кубка России.
Становился чемпионом (2000) и обладателем Кубка России (1999, 2000) среди ветеранов в составе команды «Трансэнерго» (Рязань).
Работал вице-президентом Рязанской областной федерации футбола.